# دة نو (فريدون شهر)
دة نو (بالفارسية: ده نو) هي قرية تقع في قسم بشتكوة موغوئي الريفي في إيران. يقدر عدد سكانها بـ 0 نسمة بحسب إحصاء 2016.